# کاربووسکیه
کاربووسکیه (به لهستانی:  Karbowskie) یک روستا در لهستان است که در گمینا اوک واقع شده‌است.